# На секретной службе Её Величества
«На секре́тной слу́жбе её вели́чества» (англ. On Her Majesty's Secret Service) — 6-й фильм о британском суперагенте Джеймсе Бонде и единственный фильм официальной «бондианы» с Джорджем Лэзенби в главной роли. Экранизация одноимённого романа Яна Флеминга.
Это единственный фильм «бондианы», который снял Питер Р. Хант, в предыдущих частях франшизы исполняющий обязанности монтажёра и режиссёра второй (вспомогательной) съёмочной группы. Хант вместе с продюсерами Альбертом Р. Брокколи и Гарри Зальцманом решили создать более реалистичную и верную первоисточнику картину. Её снимали в Швейцарии, Великобритании, Португалии в период с октября 1968 до мая 1969 года. Несмотря на то, что картина была не настолько прибыльной, как её предшественница «Живёшь только дважды», «На секретной службе её величества» стал одним из самых кассовых фильмов 1969 года. Отзывы критиков во время выхода были смешанными, но со временем репутация фильма значительно улучшилась и сейчас его считают одним из самых сильных в бондиане. Как и «Казино Рояль» 2006 года его считают самой точной адаптацией романа Яна Флеминга.

## Сюжет
Джеймс Бонд спасает женщину на пляже от попытки самоубийства через утопление, а позже снова встречает ее в казино. Женщина, графиня Тереза «Трейси» ди Виченцо , приглашает Бонда в свой гостиничный номер, чтобы поблагодарить его, но когда Бонд приезжает, на него нападает неизвестный мужчина. Победив мужчину в драке, Бонд возвращается в свою комнату и находит там Трейси; она утверждает, что не знала о присутствии нападавшего. На следующее утро Бонда похищают несколько мужчин, в том числе тот, с которым он сражался, которые отводят его на встречу с Марком-Анжем Драко, главой европейского преступного синдиката Unione Corse . Драко сообщает, что Трейси - его единственная дочь, и рассказывает Бонду о своем тяжелом прошлом, предлагая Бонду миллион фунтов, если он женится на ней. Бонд отказывается, но соглашается продолжить роман с Трейси, если Драко поможет ему выследить Эрнста Ставро Блофельда , главу СПЕКТРА .
По возвращении в Лондон М. освобождает Бонда от его миссии по убийству Блофельда. В ярости Бонд диктует Манипенни заявление об увольнении , которое она превращает в просьбу об отпуске. Бонд отправляется на вечеринку по случаю дня рождения Драко в Португалию. Там у Бонда и Трейси начинается бурный роман, и Драко направляет Бонда в юридическую фирму в Берне , Швейцария. Бонд врывается в офис швейцарского адвоката Гебрудера Гамбольда и узнает, что Блофельд переписывается с специалистом по генеалогии Лондонского оружейного колледжа сэром Хилари Бреем , пытаясь претендовать на титул графа Бальтазара де Блёшана.
Под видом Брея Бонд идет на встречу с Блофельдом, который основал институт клинических исследований аллергических заболеваний на вершине Пиц Глория в Швейцарских Альпах . Бонд знакомится с двенадцатью молодыми женщинами, которых Блофельд позже назвал своими «ангелами смерти», которые являются пациентками клиники института, очевидно, излечившимися от различных аллергий. После ужина Бонд идет в палату одной пациентки, Руби, чтобы соблазнить ее. В полночь, все еще находясь с Руби, Бонд обнаруживает, что женщины впадают в гипнотическое состояние, вызванное сном, в то время как Блофельд имплантирует подсознательные аудиоинструкции. Фактически им промывают мозги , чтобы распространить по всему миру боевые бактериологические агенты.
Бонд пытается обманом заставить Блофельда покинуть Швейцарию, чтобы МИ-6 могла арестовать его, не нарушая суверенитет Швейцарии. Блофельд отказывается, и Бонда в конце концов ловит приспешница Ирма Бунт. Блофельд сообщает, что он опознал Бонда после попытки выманить его из Швейцарии, и приказывает своим приспешникам забрать Бонда. В конце концов Бонд сбегает, спустившись на лыжах с Пиц Глории, в то время как Блофельд и его люди преследуют его. Трейси находит Бонда в деревне Лаутербруннен , и они убегают от Бунт и ее людей после автомобильной погони, заманивая преследователей в погоню на серийных автомобилях, в результате чего их машина переворачивается. Метель загоняет их в отдаленный сарай, где Бонд признается в любви Трейси и предлагает ей жениться, что она с радостью принимает. На следующее утро, когда погоня на лыжах продолжается, Блофельд спускает лавину . Трейси схвачена, а Бонд похоронен, но ему удается сбежать.
Вернувшись в Лондон, в офис М., Бонду сообщают, что Блофельд намерен потребовать от мира выкуп, угрожая уничтожить сельское хозяйство с помощью своих «ангелов смерти», подверженных идеологическому гипнозу, и требует амнистии за все прошлые преступления, и что его признают нынешним графом де Блёшаном. М сообщает агенту 007, что выкуп будет выплачен, и запрещает ему проводить спасательную операцию. Вместо этого Бонд вербует Драко и его силы для нападения на штаб-квартиру Блофельда, а также спасает Трейси из плена Блофельда. Объект разрушен, и Блофельд в одиночку спасается от разрушения на бобслее , а Бонд преследует его. Погоня заканчивается, когда Блофельд сталкивается с веткой дерева.
Бонд и Трейси женятся в Португалии, а затем уезжают на Aston Martin DBS Бонда . Когда Бонд останавливается на обочине, чтобы вытащить цветы из машины, Блофельд и Бунт обстреливают машину пары проезжая мимо. Бонд выживает, но Трейси погибает в результате нападения. Мы впервые видим как Джеймс Бонд плачет, обнимая любимую.

## В ролях
| Актёр             | Роль                                         |
| ----------------- | -------------------------------------------- |
| Джордж Лэзенби    | Джеймс Бонд                                  |
| Дайана Ригг       | Тереза ди Винченцо                           |
| Телли Савалас     | Эрнст Ставро Блофельд                        |
| Габриэле Ферцетти | Марк-Анж Драко (озвучивает: Давид де Кейзер) |
| Ильзе Степпат     | Ирма Бант помощница Блофельда                |
| Лоис Максвелл     | мисс Манипенни                               |
| Джордж Бейкер     | Сэр Хилари Брей                              |
| Бернард Ли        | M                                            |
| Десмонд Ллевелин  | Q                                            |
| Анджела Скаулар   | Руби пациентка                               |
| Катерина Шелл     | Нэнси пациентка                              |
| Юлие Эге          | Хелен пациентка                              |
| Бернард Хорсфолл  | Кэмпбелл                                     |
| Джоанна Ламли     | британская девушка                           |
| Джеймс Бри        | Гребюдер Гумбольд                            |
| Юрий Боринко      | Грюнтер                                      |
| Джордж Лейн Купер | Браун                                        |

## Производство
Роман «На секретной службе Её Величества» был впервые издан после начала серии фильмов и содержал в себе «лёгкий кивок в сторону киношных гаджетов»; Брокколи и Зальцман планировали снять фильм после картины «Голдфингер», а Ричард Мэйбаум в то время работал над сценарием. Несмотря на это по завершении правовых прений между Яном Флемингом и Кевином МакКлори следующим фильмом в серии стала «Шаровая молния». «На секретной службе Её Величества» должен был стать следующим, но аномально тёплая зима в Швейцарии и проблемы со снежным покрытием вынудили Зальцмана и Брокколи вновь отложить фильм, предпочтя ему производство картины «Живёшь только дважды».
После отставки Шона Коннери в начале съёмок «Живёшь только дважды» и до его премьеры, Зальцман планировал экранизировать «Человек с золотым пистолетом» в Камбодже с Роджером Муром в роли Бонда, но нестабильная политическая обстановка в стране и тот факт, что Мур подписался на главную роль в сериале Святой, поставили на затее крест. В 1967 году, после премьеры «Живёшь только дважды», продюсеры вновь вернулись к идее снять «На секретной службе Её Величества».
Питер Хант, работавший над пятью предыдущими фильмами франшизы, зарекомендовал себя настолько, что Зальцман и Брокколи вверили ему обещанное режиссёрское кресло, они считали, что его динамичный монтаж создал серии свой узнаваемый стиль. Хант привёл с собой на фильм команду, с которой работал над фильмом Chitty Chitty Bang Bang, в которую входил и оператор Майкл Рид. В первую очередь Хант хотел оставить свой след: «Я хотел, чтобы этот фильм отличался от других частей Бондианы. Это должен был быть мой фильм, ничей больше». «На секретной службе Её Величества» стал последней работой Ханта в серии.

## Критика

### Ранние отзывы
Большинство рецензентов ругали либо Лэзенби, либо фильм, либо всё вместе. Многие отзывы в британской прессе в какой-то момент называли Лэзенби «The Big Fry», отсылая к его предыдущей роли в рекламе сладостей Fry's Chocolate. Дерек Малькольм из The Guardian пренебрежительно писал: «Лэзенби плохой актёр, и хоть я никогда не был высокого мнения о Шоне Коннери, мне остро не хватило его притягательного щегольства». Несмотря на критику актёрских способностей Лэзенби, Малькольм отозвался о самом фильме как о «довольно весёлом развлечении в привычно расточительной манере». Том Милн в отзыве для The Observer был гораздо более жёсток, сказав: «...я искренне верю, что это последний фильм про Джеймса Бонда. Все прельщающие странности, эксцентричность и диковинные гаджеты ранних фильмов пропали, оставив Джеймса Бонда безжизненно плестись по надоевшим тропам».
Дональд Зек из Daily Mirror также негативно отзывался об актёрских способностях Лэзенби, сравнивая его с Коннери: «Он выглядит в роли неестественно, как нога 37-го размера в ботинке 44-го». Зек был более благосклонен к партнёрше Лэзенби, о которой сказал: «В игре Дианы Ригг есть стиль, и я подозреваю, что последняя сцена, немного вытянувшая эмоции из Лэзенби, работает, благодаря её блестящей компетентности». Также не в пользу Лэзенбии высказался А. Ч. Уэйлер из The New York Times: «Лэзенби — если и не суррогат, то просто заурядный, приятный, удовлетворительный заменитель».
Одним из немногих защитников Лэзенби среди критиков был Александр Уолкер из лондонской Evening Standard: «По правде говоря, Джордж Лэзенби так же хорош в этой роли, как и тот, кого в фильме назвали „другой парень“. Голос Лэзенби — учтивый и обходительный, а не сексуальный и зловещий, так что он мог бы сойти за близнеца Коннери в тёмном уголке казино. Теперь Бонд готов к 70-м». Джудит Крист из New York тоже посчитала работу актёра сильной стороной фильма, утверждая, что «на этот раз в роли, благодаря красавцу Лэзенби, гораздо меньше вкрадчивости и прослеживается настоящая мужественность».
Молли Хэскелл, критик от феминистического движения, также написала положительный отзыв на фильм в The Village Voice: «В мире, в индустрии, и в жанре, которые превыше всего ценят новый и улучшенный продукт, удивительно видеть фильм, который не боится оглянуться назад, технологический артефакт, благородно ставший человеческим существом. Я говорю о новом и старомодном Джеймсе Бонде, сыгранном Джорджем Лэзенби, которому уютнее в мокром смокинге, чем с сухим мартини, легче быть чопорным генеалогом, чем плейбоем, читающим Playboy, и кто на самом деле рискнул предпочесть равную ему женщину сотне партнёрш на вечер». На Хэскелл также произвёл сильное впечатление эмоциональный накал концовки: «Любовь между Бондом и Трэйси начинается платой и завершается клятвой. После иллюзорной победы над злодеями они женятся. И встречают шокирующий, оглушительный финал. Их любовь, настоящая любовь, убита условностями, которые они отвергли. Но они победили в главной битве, неожиданно, воззвав к чувствам. Некоторые зрители освистали фильм, но я сидела разбитая. Если вы ждёте от Бонда счастливой концовки, не идите в кино».

### Современные отзывы
Современные обозреватели более благосклонны к фильму. Критик Джеймс Берадинелли подытожил это в своём отзыве на фильм: «За исключением одного производственного аспекта, это лучший фильм в долгоиграющей бондиане. Фильм содержит в себе самые волнительные сцены действия из всех когда-либо показанных на экране, трогательную любовную линию и интересный подсюжет, в котором 007 идёт наперекор секретной службе Её Величества (и даже угрожает отставкой)».
Американский кинообозреватель Леонард Малтин предположил, что будь Шон Коннери на месте Лэзенби Коннери, «На секретной службе Её Величества» стал бы идеальным воплощением серии. С другой стороны, Дэнни Пири писал: «Я не обязательно согласен с теми, кто утверждает, что если бы Бонда вновь сыграл Коннери, это бы улучшило фильм... Бонд Коннери, с его развязностью, юмором и самоуверенностью, был бы здесь просто не в своей тарелке. Фильм становится лучше с Лэзенби, потому что он не способен играть Бонда в качестве мифического голливудского героя, для этого он недостаточно красив… Бонду Лэзенби также не хватает уверенности Бонда Коннери, и это уместно в разрушающемся, угнетающем мире, в котором он оказался. Он уязвим, он паникует. На лыжных горках он действительно напуган. Мы за него беспокоимся. Да, в „На секретной службе Её величества“ нет Коннери и к Лэзенби просто невозможно привыкнуть до конца, но я думаю, это всё равно лучший фильм про Бонда, как считают многие фанаты». Пири также описал «На секретной службе Её величества» как «самый серьёзный, самый циничный и самый трагичный» фильм о Бонде.
Брайн Фэйрбэнкс выделился, сказав, что фильм «даёт нам Джеймса Бонда, способного пораниться, испытывающего страх и не защищённого от разбитого сердца. Лэзенби превосходен в этой роли». Фэйрбэнкс также считает, что «На секретной службе Её Величества» — это «не просто лучший Бонд, это к тому же последний великий фильм в серии. Если бы серию действительно закрыли, этот фильм был бы идеальной последней главой».
Кинорежиссёр Стивен Содерберг написал: «Для меня „На секретной службе Её величества“, с точки зрения кинематографии, безусловно, лучший фильм о Бонде и единственный, который можно пересматривать не в развлекательных целях… Кадр за кадром, этот фильм прекрасен настолько, насколько он превосходит все остальные части Бонда». Режиссёр Кристофер Нолан также заявил, что это его самый любимый фильм про Бонда; описывая свою картину «Начало» (2010), Нолан сказал: «Что мне нравится в Бонде и что я попытался перенять, это потрясающий баланс, с которым фильм жонглирует действием, масштабом, романтикой, трагедией и эмоциями».
Сайт агрегатор Rotten Tomatoes присвоил фильму 80% свежести, основываясь на 50 рецензиях, со средним баллом 6,78 из 10. Консенсус гласит: «Единственное появление Джорджа Лэзенби в серии — это достойный фильм, с одной из самых интригующих девушек Бонда Трэйси ди Винченцо (Диана Ригг), с захватывающими видами и замечательными погонями на лыжах». IGN поместил «На секретной службе Её Величества» на 8-е место в списке лучших фильмов бондианы, Entertainment Weekly — на 6-е, а Норман Уилнер из MSN — на 5-е. Digital Spy назвал фильм лучшим в серии на данный момент. Фильм также завоевал любовь у фанатов, о чём говорит «оглушительный успех на рынке домашнего видео». В сентябре 2012 года было объявлено, что фильм «На секретной службе Её величества» возглавил устроенное журналом 007 Magazine голосование за лучший фильм в серии. На втором месте оказался «Голдфингер», а «Из России с любовью» замкнул тройку лидеров.

## Гонорары
- Джордж Лэзенби — 100 000 $ (£ 50 000) + % от сборов. Итого общий гонорар составляет 400 000 $[22]

## Номинации
- 1970 год — «Золотой Глобус» самому многообещающему новичку среди мужчин — Джорджу Лэзенби

## Саундтрек
Основную тему «На секретной службе Ее Величества» написал Джон Барри и сыграл её со своим оркестром. Второстепенная песня к фильму написана также Джоном Барри, а текст написал Хэл Дэвид «We have all the time in the world», исполнитель Луи Армстронг.